# Kolleg für Bauwesen und Design Vilnius
Das Kolleg für Bauwesen und Design Vilnius (litauisch Vilniaus statybos ir dizaino kolegija, VSDK) war eine staatliche Hochschule in der litauischen Hauptstadt Vilnius.

## Geschichte
1954 wurde auf Beschluss des Bauministers von Sowjetlitauen das Technikum Vilnius für Bauwesen (Vilniaus statybos technikumas) errichtet. Am 5. Juli 1991 wurde es zur höheren Bauschule Vilnius (Vilniaus aukštesnioji statybos mokykla) reorganisiert.  2002 wurde sie zum Kolleg für Bauwesen und Design Vilnius. Es wurde 2008 zum Kolleg für Technologien und Design Vilnius. Aus dem VSDK gründete man zwei Fakultäten: Bauwesen und Design. An der Baufakultät gibt es vier Studiengänge: Bauwesen, Bauingenieursysteme, Wärmeenergie-Wirtschaft (Thermoingenieurwesen), Geodäsie und Kataster. An der Design-Fakultät gibt es zwei Studiengänge (Grafikdesign und Interior Design).

## Absolventen
- Juozas Bertašius (1946–2021), Politiker, Bürgermeister von Šakiai
- Rimantas Dijokas (* 1956), Politiker, Bürgermeister von Utena
- Kęstutis Kristinaitis (* 1961), Manager und ehemaliger Politiker, Landwirtschaftsminister